# Kazimierz Gołojuch
Kazimierz Edward Gołojuch (ur. 5 lutego 1964 w Łańcucie) – polski polityk i samorządowiec, poseł na Sejm V, VI, VII, VIII, IX i X kadencji.

## Życiorys
W 1990 ukończył studia z zakresu mechanizacji rolnictwa na Wydziale Techniki i Energetyki Rolnictwa Akademii Rolniczej w Krakowie, a w 2002 także studia podyplomowe z europeistyki na Uniwersytecie Rzeszowskim. Pracował w rolniczej spółdzielni produkcyjnej, szkole podstawowej i cegielni. W latach 1998–2002 zasiadał w radzie powiatu łańcuckiego z ramienia Akcji Wyborczej Solidarność, od 1998 do 2005 był wójtem gminy Czarna. W 2004 objął funkcję przewodniczącego Stowarzyszenia Rodzin Katolickich diecezji rzeszowskiej.
W 2005 z listy Prawa i Sprawiedliwości został wybrany na posła V kadencji w okręgu rzeszowskim liczbą 8245 głosów. W 2006 wstąpił do PiS. W wyborach parlamentarnych w 2007 po raz drugi uzyskał mandat poselski, otrzymując 12 781 głosów. W 2009 bez powodzenia kandydował do Parlamentu Europejskiego. W wyborach do Sejmu w 2011 z powodzeniem ubiegał się o reelekcję, dostał 12 311 głosów. W 2015 został ponownie wybrany do Sejmu, zdobywając 19 118 głosów. W wyborach do Parlamentu Europejskiego w 2019 bezskutecznie ubiegał się o mandat posła do Parlamentu Europejskiego z okręgu obejmującego województwo podkarpackie. W wyborach krajowych w tym samym roku został natomiast wybrany do Sejmu IX kadencji, otrzymując 18 306 głosów. W 2023 utrzymał mandat na kolejną kadencję z wynikiem 14 216 głosów.

## Odznaczenia
W 2005 otrzymał Brązowy Krzyż Zasługi.